# Santa María del Tule
Santa María del Tule es una población del estado mexicano de Oaxaca, famosa por albergar el Árbol del Tule, un gigantesco ahuehuete de más de 2000 años de antigüedad.
De acuerdo al censo de Índice de Desarrollo Humano realizado por Naciones Unidas realizado en 2004, este municipio es considerado como la octava demarcación con la mayor calidad de vida en México y la única que figura a nivel estatal.

## Localización y demografía
Santa María del Tule se encuentra localizada en las coordenadas 17°02′50″N 96°38′00″O / 17.04722, -96.63333 y a una altitud de 1561 metros sobre el nivel del mar, forma parte de la gran conurbación de los Valles Centrales de Oaxaca y de la Zona Metropolitana de Oaxaca, localizándose aproximadamente a 14 kilómetros al este del centro de la ciudad de Oaxaca de Juárez sobre la Carretera Federal 190 que conduce a Mitla y luego al istmo de Tehuantepec.
Pueblo de origen zapoteco, durante muchos años la principal actividad económica de sus habitantes fue la producción de cal que realizaban en hornos rudimentarios y que posteriormente vendían en la ciudad de Oaxaca, este actividad cesó al ser dotada la población de un ejido en 1926 lo que convirtió a los pobladores en agricultores; en la actualidad la mayor actividad económica proviene de la derrama de la actividad turística, pues Santa María del Tule, debido al Árbol del Tule se ha convertido en una de las principales atracciones del estado, visitada por el turismo nacional e internacional.
De acuerdo a los resultados del Censo de Población y Vivienda de 2010 realizado por el Instituto Nacional de Estadística y Geografía, Santa María del Tule tiene una población total de 7 636 habitantes, de los que 3 494 son hombres y 4 142 son mujeres.

## Inicios
Las personas de Santa María el Tule, anteriormente fueron artesanos de la cal que la fabricaban en hornos rudimentarios en las faldas del cerro en terrenos comunales y cuyo producto traían a la Ciudad de Oaxaca para su venta, de donde obtenían los medios económicos para subsistir. Posteriormente con la dotación de ejido de 1926 dejaron la fabricación de cal, y se convirtieron en campesinos cultivando maíz, fríjol, garbanzo y alfalfa.

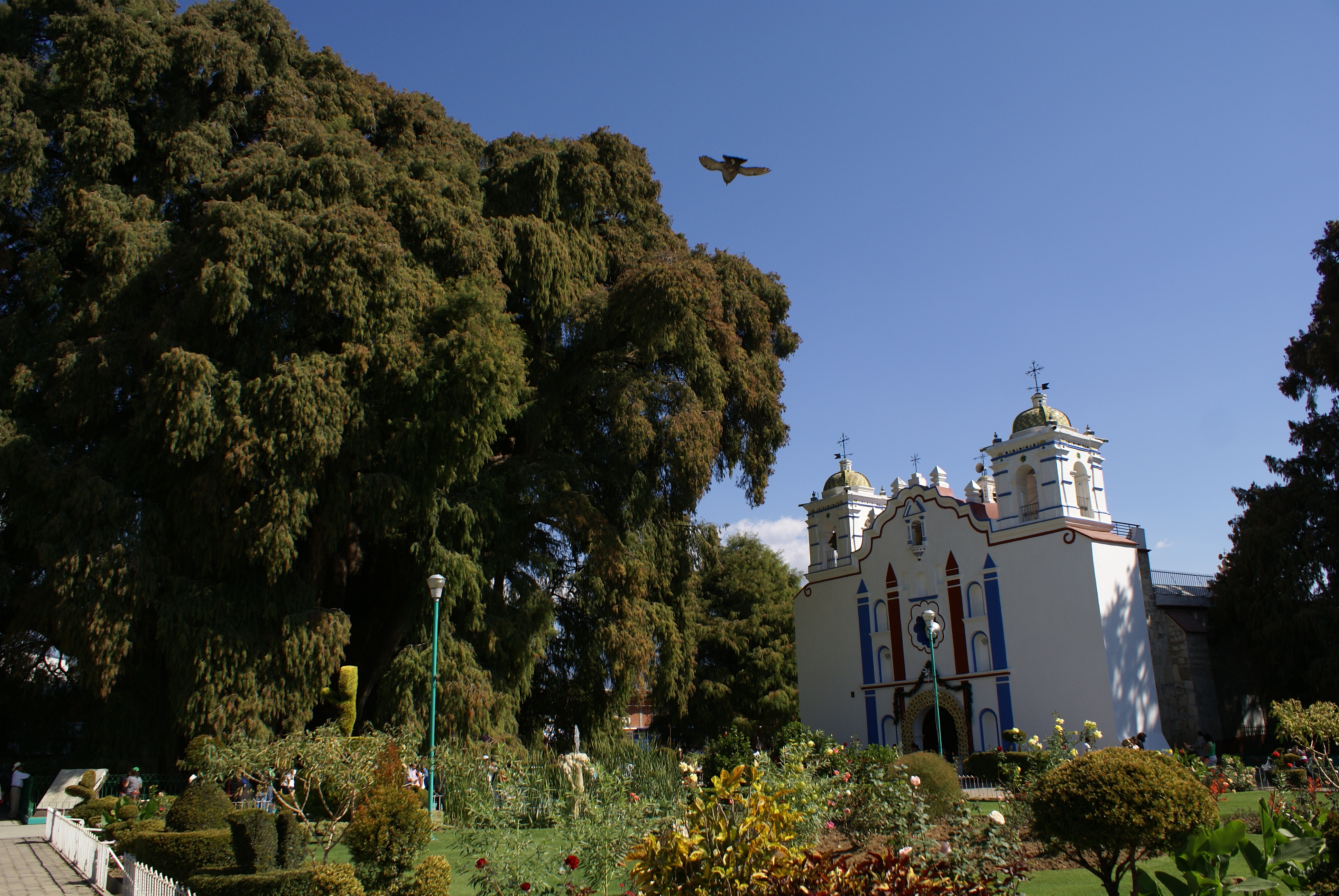
Iglesia de Santa María del Tule

## Festividades
La fiesta patronal con más concurrencia es la que se efectúa del 13 al 24 de agosto, estas festividades son en honor a la Virgen de la Asunción de María; dentro de las actividades se empieza con un recorrido por las calles de la comunidad, acompañados de la banda de música filarmónica del municipio, a este recorrido se le llama calenda. Pasa por todo la comunidad, de igual forma el segundo lunes de octubre se lleva a cabo la festividad en honor al árbol del tule ; durante la celebración a un costado del árbol se instalan, de manera provisional, una gran cantidad de puestos que ofrecen diversos alimentos, bebidas y recuerdos alusivos al árbol como postales y llaveros.
También el dos de febrero se festeja la mayordomía en honor a la advocación mariana de la virgen de la candelaria.
La fiesta es un despliegue de fuerza espiritual, da alegría, que tiene como fin, fortalecer los lazos sociales y adquirir y refrendar la identidad